# Dufourea akmolensis
Dufourea akmolensis är en biart som beskrevs av Pesenko 1998. Dufourea akmolensis ingår i släktet solbin, och familjen vägbin. Inga underarter finns listade i Catalogue of Life.